# (8860) Rohloff
(8860) Rohloff (1991 TE5) – planetoida z pasa głównego asteroid okrążająca Słońce w ciągu 4,06 lat w średniej odległości 2,55 au. Odkryta 5 października 1991 roku.